# Du Pont (Georgia)
Du Pont è un comune degli Stati Uniti d'America, situato nello Stato della Georgia, nella Contea di Clinch.